# Regula N. Keller

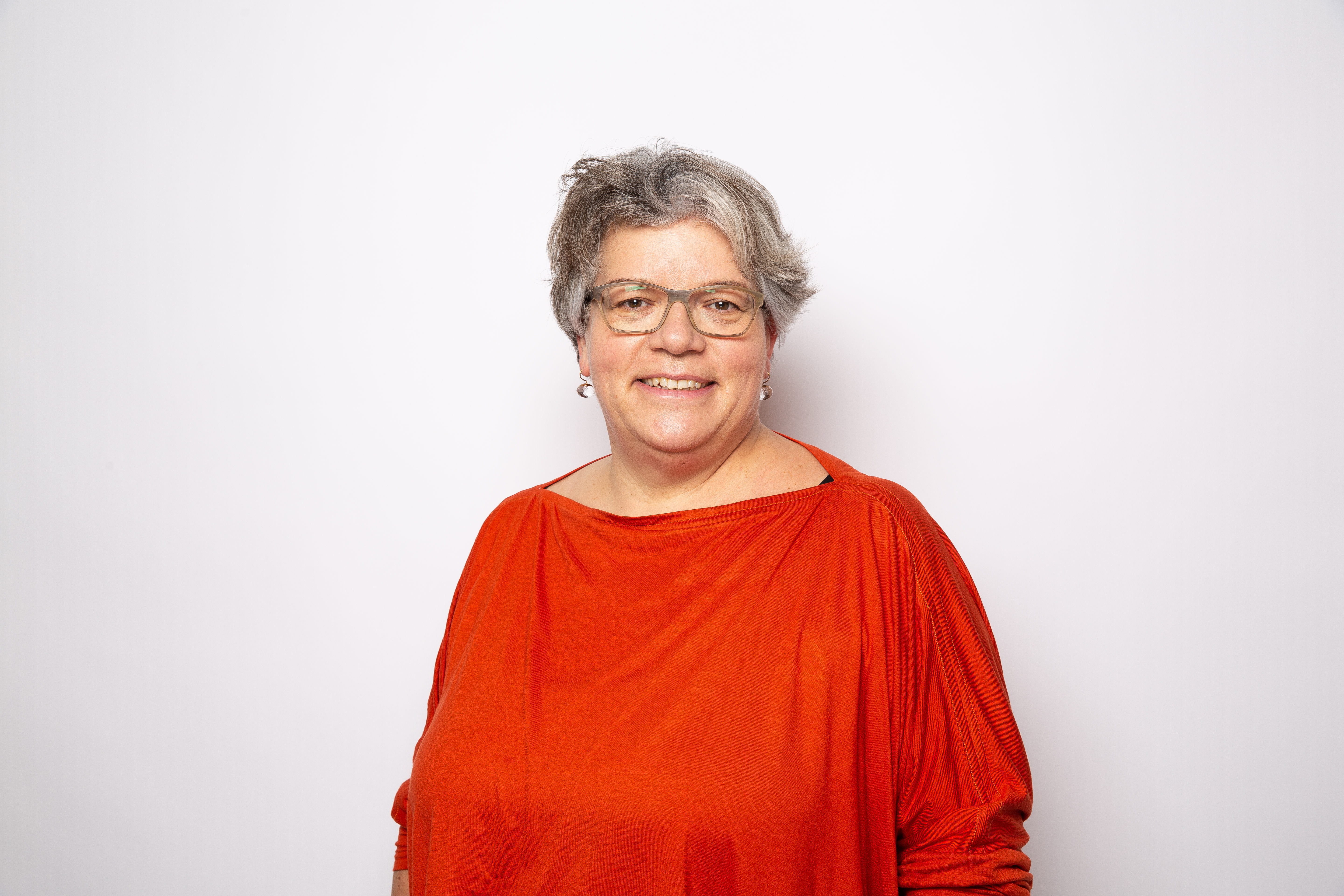
Regula Keller (2022)

Regula N. Keller (* 1970) ist eine Schweizer Politikerin (Grüne).

## Leben
Regula N. Keller wuchs im Kanton Graubünden auf und lebt seit 2005 im Kanton Glarus. Sie ist Historikerin und Mittelschullehrerin und unterrichtet seit 2001 Geschichte und Deutsch an der Kantonsschule Glarus, wo sie auch Vorsitzende der Fachschaft Geschichte ist. Regula N. Keller lebt in Ennenda in der Gemeinde Glarus.

## Politik
Regula N. Keller rückte im Juli 2012 für den zurückgetretenen Fridolin Hunold in den Landrat des Kantons Glarus nach. Sie ist Mitglied des Büros des Landrates, aktuell als Vizepräsidentin des Landrats, und der Kommission Gesundheit und Soziales sowie Ersatzmitglied der Geschäftsprüfungskommission.
Regula N. Keller war ab 2013 Co-Präsidentin und ist seit 2022 Präsidentin der Grünen Kanton Glarus. Seit 2012 ist sie Präsidentin der Grünen der Gemeinde Glarus. Sie ist Mitglied des Beirates des Landesmuseum Kanton Glarus.